# Charlie Chan
Charlie Chan é um detetive de ficção, de origem sino-americana, criado por Earl Derr Biggers em 1923 para um romance publicado em 1925. Biggers concebeu o personagem como uma alternativa a alguns estereótipos de outros detetives; ao contrário de vilões como Fu Manchu, Chan é o retrato da não-violência. Entretanto, também é mostrado como distinto e assexual, e enquanto sofre com preconceitos não fala abertamente sobre este assunto.
Mais de uma dúzia de filmes foram realizados com Charlie Chan, começando em 1926. O personagem foi primeiramente retratado por atores asiáticos, e os filmes não fizeram muito sucesso. Em 1931, a Fox Filmes escalou o ator sueco Warner Oland como Charlie Chan e o filme foi um sucesso. Então a Fox Filmes produziu mais 15 filmes com Oland como personagem principal. Após a morte de Oland, o ator escocês-americano Sidney Toler começou a interpretar Chan; Toler fez 22 filmes. Após a morte de Toler, mais seis filmes foram feitos, estrelando Roland Winters. Além destes vários outros filmes falados em espanhol e chinês foram realizados durante as décadas de 1930, 1940 e 1950 e todos levados à China onde o personagem era muito respeitado e popular. Adaptações mais recentes, na década de 1990 não tiveram sucesso.
O personagem também fez parte de programas de rádio, televisão e uma série de quadrinhos (todos nos EUA).
O personagem, entretanto, é controverso, com alguns críticos comentando que ele retrata os asiáticos de uma maneira positiva e outros que é um estereótipo ofensivo. Os que o adoram retratam um personagem inteligente, benevolente e honrado. Outros o criticam como sendo unidimensional, além de afeminado e subserviente aos "brancos", mesmo a série de filmes só fazendo sucesso quando o personagem foi interpretado por atores "brancos".

## Livros
O personagem de Charlie Chan foi criado por Earl Derr Biggers. Em 1919, de férias no Havaí, Biggers planejava escrever um romance de detetive chamado "A casa sem chave".  Ele não escreveu o romance até depois de quatro anos, quando foi inspirado por policiais sino-americanos, ao qual leu a história em um jornal, eram Chang Apana (张阿斑) e Lee Fook, dois detetives da polícia de Honolulu.
O chinês amável fez a sua estreia em "A casa sem chave" (filme de 1925). O personagem não era central no romance e não foi mencionado na primeira edição. A aparência de Chan é frequentemente comparada à de Buda, reforçando o controle da imagem do contentamento de Chan com as dificuldades da vida e a sua atitude de perdoar atos preconceituosos. Sua "barriga saliente" e a figura "sem impressão"   são marcantes em "A casa sem chave", "Atrás da cortina" e nos outros romances de Chan, enfatizando sua característica de assexualidade.
O crítico Jachinson Chan concorda que os livros retratam Charlie Chan como um personagem "subordinado, desprovido de qualquer poderes patriarcais e racial e culturalmente domesticado pelo preconceito". "A casa sem chave" relata Chan, bem como aos japoneses, a pessoas inferiores e servidores do "homem branco". O fato de Chan viver no Havaí permite que o homem branco do continente, onde acontece a maioria das histórias, usufrua dos serviços de Chan sem que este possa conviver com eles. Algumas vezes Chan é tratado como um tomador de nota da polícia "branca" para a qual ele trabalha, um fato que ele não protesta; muito pelo contrário, Chan trata os oficiais sem diferença. Embora Chan seja tratado como policial nos livros, seu papel é secundário aos "brancos", de classe social média e sempre pensando em sexo, em contraste a Chan que, apesar de ter 10 filhos, é tratado como assexuado. Chan geralmente responde ao preconceito com indignação, mas sempre silencioso ou se desculpando pelos seus erros. Além do mais, o inglês de Chan é fraco e ele usa algumas palavras "roubadas de alguns poetas".

## Filmes
O primeiro filme de Charlie Chan foi "A casa sem chave" (1926), uma série de 10 capítulos produzida pelos estúdios Pathé, estrelada por George Kuwa, um ator japonês, fazendo o papel de Chan. Um ano depois a Universal Pictures filmou "O Papagaio chinês", estrelado por outro ator japonês, Kamiyama Sojin, no papel principal. Em ambas produções, o papel de Charlie Chan foi minimizado. Graças a Chan, mesmo com o papel minimizado, ter sido interpretado por atores asiáticos, as críticas não foram favoráveis.

Em 1929, a Fox Films adquiriu os direitos de Charlie Chan e produziu "Atrás da Cortina", estrelado pelo ator coreano E.L. Park. Novamente, o papel de Chan foi minimizado, com Chan aparecendo somente nos últimos 10 minutos do filme. O sucesso dos filmes de Charlie Chan começou em 1931 quando o ator sueco Warner Oland o interpretou. Oland interpretou um personagem mais gentil do que nos livros, talvez numa tentativa desesperada do estúdio de melhorar o sucesso dos filmes de Chan. Oland estreou em mais 15 filmes pela Fox, sempre com Keye Luke que fazia o papel do filho número um de Chan, Lee Chan. Os filmes de Oland estavam entre os maiores sucessos da Fox desta década, atraindo as maiores plateias, principalmente nas altas classes sociais.
Warner Oland morreu em 1938, enquanto ainda gravava alguns filmes. A Fox contratou outro ator branco, Sidney Toler para interpretar Chan e produziu mais 11 filmes até 1942. O Chan de Toller tinha menos educação do que o de Oland, uma mudança radical dos livros para os filmes. Ele fica irritado mais facilmente pelo se filho número dois, Jimmy Chan, interpretado por Sen Yung.
Quando a Fox decidiu não produzir mais filmes de Chan, Sidney Toler adquiriu os direitos de filmagem. e novos filmes foram realizados, com a produção de Philip N. Krasne e James S. Burkett da Monogram Pictures e estes filmes foram tidos como mais cômicos. Toler morreu em 1947 e foi sucedido por Roland Winters, para uma sequencia final de seis filmes.

### Adaptações para o espanhol
Três filmes foram feitos entre as décadas de 1930 e 1950. Eran trece (Eram treze) de 1931 é uma versão em espanhol de Charlie Chan Carries On. A Serpenta Vermelha de 1937 e O Monstro na Sombra, de 1955

### Adaptações para o chinês
Durante as décadas de 1930 e 1940, cinco filmes foram produzidos em Xangai e Hong Kong

### Adaptações modernas
Em 1976, o filme Assassinato por Morte apresentava Peter Sellers fazendo o detetive Sidney Wang, considerado uma paródia de Chan.
Em 1980, foi lançado o multimilionário Charlie Chan and the Dragon Lady, com Peter Ustinov e Angie Dickinson e foi um fracasso total de bilheteria.
Mais sucesso obteve Chan is Missing, de 1982 com Wayne Wang.
Na década de 1970, a Hanna-Barbera produziu uma série de desenhos animado chamada de "As Aventuras de Charlie Chan", que fez bastante sucesso na época. Uma das dubladoras, de uma das filhas de Chan foi Jodie Foster

## Filmografia[20]
nomes originais (em inglês)
| Título (original)                                     | Estrelado por       | Dirigido por                   | Ano  | Notas                                         |
| ----------------------------------------------------- | ------------------- | ------------------------------ | ---- | --------------------------------------------- |
| The House Without a Key                               | George Kuwa         | Spencer G. Bennet              | 1926 | Desaparecido                                  |
| The Chinese Parrot                                    | Kamayama Sojin      | Paul Leni                      | 1927 | Desaparecido                                  |
| Behind That Curtain                                   | E.L. Park           | Irving Cummings                | 1929 |                                               |
| Charlie Chan Carries On                               | Warner Oland        | Hamilton MacFadden             | 1931 | Desaparecido                                  |
| Eran Trece (em castelhano)                            | Manuel Arbó         | David Howard                   | 1931 | versão em espanhol de Charlie Chan Carries On |
| The Black Camel                                       | Warner Oland        | Hamilton MacFadden             | 1931 |                                               |
| Charlie Chan's Chance                                 | Warner Oland        | John Blystone                  | 1932 | Desaparecido                                  |
| Charlie Chan's Greatest Case                          | Warner Oland        | Hamilton MacFadden             | 1933 | Desaparecido                                  |
| Charlie Chan's Courage                                | Warner Oland        | George Hadden and Eugene Forde | 1934 | Desaparecido                                  |
| Charlie Chan in London                                | Warner Oland        | Eugene Forde                   | 1934 |                                               |
| Charlie Chan in Paris                                 | Warner Oland        | Lewis Seiler                   | 1935 |                                               |
| Charlie Chan in Egypt                                 | Warner Oland        | Louis King                     | 1935 |                                               |
| Charlie Chan in Shanghai                              | Warner Oland        | James Tinling                  | 1935 |                                               |
| Charlie Chan's Secret                                 | Warner Oland        | Gordon Wiles                   | 1936 |                                               |
| Charlie Chan at the Circus                            | Warner Oland        | Harry Lachman                  | 1936 |                                               |
| Charlie Chan at the Race Track                        | Warner Oland        | H. Bruce Humberstone           | 1936 |                                               |
| Charlie Chan at the Opera                             | Warner Oland        | H. Bruce Humberstone           | 1936 |                                               |
| Charlie Chan at the Olympics                          | Warner Oland        | H. Bruce Humberstone           | 1937 |                                               |
| Charlie Chan on Broadway                              | Warner Oland        | Eugene Forde                   | 1937 |                                               |
| The Disappearing Corpse                               | ?                   | ?                              | 1937 |                                               |
| La Serpiente Roja (em castelhano)                     | Aníbal de Mar       | Ernesto Caparrós               | 1937 |                                               |
| Charlie Chan at Monte Carlo                           | Warner Oland        | Eugene Forde                   | 1937 |                                               |
| Charlie Chan in Honolulu                              | Sidney Toler        | H. Bruce Humberstone           | 1938 |                                               |
| Charlie Chan in Reno                                  | Sidney Toler        | Norman Foster                  | 1938 |                                               |
| The Pearl Tunic                                       | ?                   | ?                              | 1938 |                                               |
| Charlie Chan at Treasure Island                       | Sidney Toler        | Norman Foster                  | 1939 |                                               |
| City in Darkness                                      | Sidney Toler        | Herbert I. Leeds               | 1939 |                                               |
| The Radio Station Murder                              | ?                   | ?                              | 1939 |                                               |
| Charlie Chan's Murder Cruise                          | Sidney Toler        | Eugene Forde                   | 1940 |                                               |
| Charlie Chan at the Wax Museum                        | Sidney Toler        | Lynn Shores                    | 1940 |                                               |
| Charlie Chan in Panama                                | Sidney Toler        | Norman Foster                  | 1940 |                                               |
| Murder Over New York                                  | Sidney Toler        | Harry Lachman                  | 1940 |                                               |
| Dead Men Tell                                         | Sidney Toler        | Harry Lachman                  | 1941 |                                               |
| Charlie Chan in Rio                                   | Sidney Toler        | Harry Lachman                  | 1941 |                                               |
| Charlie Chan Smashes an Evil Plot                     | 徐莘园 (Xu Xinyuan) | 徐莘夫 (Xu Xinfu)              | 1941 |                                               |
| Castle in the Desert                                  | Sidney Toler        | Harry Lachman                  | 1942 |                                               |
| Charlie Chan in the Secret Service                    | Sidney Toler        | Phil Rosen                     | 1944 |                                               |
| The Chinese Cat                                       | Sidney Toler        | Phil Rosen                     | 1944 |                                               |
| Black Magic                                           | Sidney Toler        | Phil Rosen                     | 1944 |                                               |
| The Shanghai Cobra                                    | Sidney Toler        | Phil Karlson                   | 1945 |                                               |
| The Red Dragon                                        | Sidney Toler        | Phil Rosen                     | 1945 |                                               |
| The Scarlet Clue                                      | Sidney Toler        | Phil Rosen                     | 1945 |                                               |
| The Jade Mask                                         | Sidney Toler        | Phil Rosen                     | 1945 |                                               |
| Dangerous Money                                       | Sidney Toler        | Terry O. Morse                 | 1946 |                                               |
| Dark Alibi                                            | Sidney Toler        | Phil Karlson                   | 1946 |                                               |
| Shadows Over Chinatown                                | Sidney Toler        | Terry O. Morse                 | 1946 |                                               |
| The Trap                                              | Sidney Toler        | Howard Bretherton              | 1946 |                                               |
| The Chinese Ring                                      | Roland Winters      | William Beaudine               | 1947 |                                               |
| Docks of New Orleans                                  | Roland Winters      | Derwin Abrahams                | 1948 |                                               |
| Shanghai Chest                                        | Roland Winters      | William Beaudine               | 1948 |                                               |
| The Golden Eye                                        | Roland Winters      | William Beaudine               | 1948 |                                               |
| The Feathered Serpent                                 | Roland Winters      | William Beaudine               | 1948 |                                               |
| Charlie Chan Matches Wits with the Prince of Darkness | 徐莘园 (Xu Xinyuan) | 徐莘夫 (Xu Xinfu)              | 1948 |                                               |
| Sky Dragon                                            | Roland Winters      | Lesley Selander                | 1949 |                                               |
| El Monstruo en la Sombra                              | ?                   | Zacarias Urquiza               | 1955 |                                               |
| Charlie Chan: Happiness is a Warm Clue                | Ross Martin         | Daryl Duke                     | 1973 |                                               |
| Charlie Chan and the Curse of the Dragon Queen        | Peter Ustinov       | Clive Donner                   | 1981 |                                               |